# Котаниду, Анастасия
Анастаси́я Котани́ду (греч. Αναστασία Κοτανίδου; род. 31 марта 1958, София) — греческий врач и государственный деятель. Министр здравоохранения Греции с 26 мая по 27 июня 2023 года.

## Биография
Родилась 31 марта 1958 года и выросла в Софии, столице социалистической Болгарии. Её отец бежал из Греции в 1949 году, в конце гражданской войны, работал фармацевтом. Мать была воспитательницей детского сада.
В 1964—1976 годах училась в 24-й средней школе в Софии. В 1982 году окончила Медицинскую академию (медицинский факультет Софийского университета.
В начале 1980-х годов переехала с семьёй в Грецию.
В 1984—1985 годах прошла специализацию по интенсивной терапии в государственной инфекционной больнице в Афинах (с 1987 года — больница Западной Аттики «Айия-Варвара»), в 1985—1988 годах — по пульмонологии в больнице «Эвангелизмос» в Афинах.
В 1989—1999 годах — врач в отделении реанимации и интенсивной терапии в больнице «Эвангелизмос». 
В этот период проходила послевузовское профессиональное образование в течение 7 месяцев в 1993 году как научный сотрудник в Университете Джонса Хопкинса в Балтиморе в штате Мэриленд, где проводила исследования по ингибированию сепсиса у крыс.
В 1996—2002 года преподала в Афинском университете. Работает реаниматологом в Первой университетской клинике интенсивной терапии (Α' Κλινική Εντατικής Θεραπείας) в больнице «Эвангелизмос». С 2002 года является доцентом кафедры пульмонологии и интенсивной терапии медицинского факультета Афинского университета. Во время пандемии COVID-19 была членом Национальной комиссии по борьбе с коронавирусом при министерстве здравоохранения. В её клинике лечились от коронавируса профессор Димитрис Кремастинос, архиепископ Афинский Иероним II и архиепископ Тиранский Анастасий.
В 2017—2021 годах — президент Греческого общества интенсивной терапии (Ελληνική Εταιρεία Εντατικής Θεραπείας, ΕΕΕΘ).
26 мая 2023 года назначена министром здравоохранения в техническом правительстве Иоанниса Сармаса, сформированном после  повторных парламентских выборов 21 мая для проведения повторных парламентских выборов 25 июня.
Владеет греческим, болгарским, английским и русским языками.

## Личная жизнь
Замужем, родила дочь Габриэлу (Γαβριέλα). Муж — учитель физкультуры в школе.